# Stranje pri Dobrniču
Stranje pri Dobrniču este o localitate din comuna Trebnje, Slovenia, cu o populație de 21 de locuitori.